# سيرخيو سانتامريا
سيرخيو سانتامريا (بالإسبانية: Sergio Santamaría) (16 يوليوز 1980 مالقة إسبانيا) هو لاعب كرة قدم إسباني يلعب كوسط ميدان.

## روابط خارجية
- سيرخيو سانتامريا على موقع الاتحاد الدولي (مؤرشف)  (الإنجليزية)
- سيرخيو سانتامريا على موقع قاعدة بيانات كرة القدم.إي يو (الإنجليزية)